# Andamui
Andamui is een bestuurslaag in het regentschap Kuningan van de provincie West-Java, Indonesië. Andamui telt 2509 inwoners (volkstelling 2010).